# ویروس کالیسی
ویروس کالیسی تیره‌ای از ویروس‌ها عضو گروه چهارم در طبقه‌بندی بالتیمور است.calic به معنی calix:cup:فنجان می‌باشد.چون این ویروس به شکل فنجان میباشند این نام را به آن اختصاص داده‌اند.قطر آنها ۴۰-۳۵ نانومتر بوده و بدون Envelope می‌باشند،دارای نوکلئوکپسید با تقارن مکعبی،ژنوم  ss RNA با پلاریته مثبت هستند.محل تکثیر ویروس در سیتوپلاسم میزبان بوده و در اثر تکثیر، سلول را لیز کرده و خارج میشود. ویروس های کالیسی طبعا مهره‌داران را آلوده می‌کنند و در ارگانیسم‌هایی چون انسان‌ها، گاو‌ها، خوک‌ها، گربه‌ها، مرغ‌ها، خزندگان، دلفین‌ها و دوزیست‌ها یافته شده‌اند. ویروس‌های کالیسی ساختار ساده‌ای داشته و بی غلاف هستند.